# 弗雷门
弗雷门（德語：Wremen，發音：[ˈvʁeːmən]）是德国下萨克森州库克斯港县曾经的一个市镇，面积25.16平方千米，2024年12月31日人口为1,922人。2015年1月1日，弗雷门与另外7个市镇合并为新市镇武斯特诺德塞屈斯特。